# Galeguismo (linguística)
Galeguismo é, na linguística, uma expressão ou palavra peculiar do vocabulário lexicográfico da Galiza.
O Acordo Ortográfico de 1990 consagra, por exemplo, os galeguismos brêtema e lôstrego. A Academia Galega da Língua Portuguesa elaborou um Léxico da Galiza destinado a ser incorporado num futuro vocabulário ortográfico comum e em dicionários da língua portuguesa.
Galeguismo é também um estrangeirismo proveniente da Galiza incorporado noutra língua, especialmente o castelhano. Exemplos; cruceiro, grelo, vieira, morriña, chubasco.